# Жорж Берета
Жорж Берета (фр. Georges Bereta, 15 травня 1946, Сент-Етьєн — 4 липня 2023) — французький футболіст польського походження, що грав на позиції півзахисника. У першій половині 1970-х двічі визнавався французьким футболістом року.

## Клубна кар'єра
У дорослому футболі дебютував 1966 року виступами за команду клубу «Сент-Етьєн», в якій провів вісім сезонів, взявши участь у 281 матчі чемпіонату. Більшість часу, проведеного у складі «Сент-Етьєна», був основним гравцем команди. У складі команди шість разів вигравав футбольну першість Франції.
1975 року перейшов до клубу «Олімпік» (Марсель), за який відіграв 3 сезони. Граючи у складі «Марселя», також здебільшого виходив на поле в основному складі команди. Завершив професійну кар'єру футболіста виступами за команду «Олімпік» (Марсель) у 1978 році.

## Виступи за збірну
1967 року дебютував в офіційних матчах у складі національної збірної Франції. Протягом кар'єри у національній команді, яка тривала 9 років, провів у формі головної команди країни 44 матчі.

## Титули і досягнення

### Командні
- Чемпіон Франції (6):

«Сент-Етьєн»: 1966-1967, 1967-1968, 1968-1969, 1969-1970, 1973-1974, 1974-1975
- Володар Кубка Франції (4):

«Сент-Етьєн»: 1967-1968, 1969-1970, 1973-1974
«Марсель»: 1975-1976
- Володар Суперкубка Франції (3):

«Сент-Етьєн»: 1967, 1968, 1969

### Особисті
- Французький футболіст року (2):

1973, 1974